# 托列-霍利湖
50°02′0″N 95°04′0″E / 50.03333°N 95.06667°E

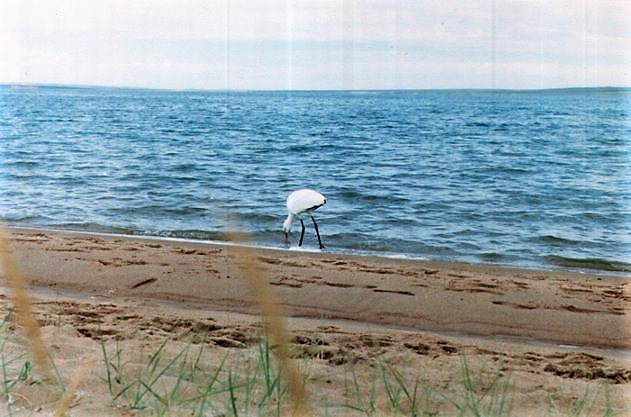

托列-霍利湖（俄语：Торе-Холь），是俄羅斯的湖泊，位於該國南部圖瓦共和國，處於與蒙古接壤的邊境，長16公里、寬4公里，面積42平方公里，海拔高度1,148.8米，平均水深7米。